# Moongaï
Moongaï est un groupe de musique électronique, trip hop et chanson française français.

## Biographie

### Formation
Formé en 2008 par Eva Ménard (chant, écriture, composition) et Grégoire Vaillant (composition, réalisation, multi-instrumentiste), le duo développe un univers singulier porté sur la narration, l'image et la poésie,,. Originaires de Saint-Nazaire, ils sont au centre de la scène musicale nantaise depuis une quinzaine d’années,,.

### Carrière musicale
Après un parcours vers l'émergence où ils sont primés (Grand prix du disque Produit en Bretagne, Le Mans Cité Chanson), ils tournent un peu partout dans le monde notamment en Inde et en Angleterre,,. Ils sortent les EP Folie (2011), Cryptogénique (2013) et l’album Cosmofamille (2013) chez Warner Music France,. Fait rare pour un groupe français, l'album est commenté par le journal anglais The Guardian.

### Ouverture aux autres arts
En 2014, ils écrivent et réalisent la mini-série Hypermonde avec le cinéaste Simon Bonneau et le dessinateur Thomas Pons,,. La même année, ils se lancent dans l’écriture et la mise en scène d’un opéra postmoderne nommé Le Jeune homme et la nuit. Le spectacle mélange théâtre, musique de chambre, musique électronique, cinéma, dessin animé et interactions avec le public. Ils créent le Collectif Øpéra, un collectif transdisciplinaire européen réunissant une trentaine de jeunes créatifs,. En 2017, ils sortent l'EP Romance d’une Violence et annoncent la sortie d’un nouvel album réunissant les chansons du spectacle.
Ils composent régulièrement pour le théâtre, le cinéma, la radio, et multiplient les projets et collaborations avec d’autres artistes,,. Ils ont ainsi notamment travaillé avec le metteur en scène Christophe Rouxel,, le rappeur de Los Angeles Pigeon John, le chanteur anglais Bill Ryder-Jones,, l’ensemble musical de chambre Manchester Camerata,,, le collectif de DJ C2C,, sur l'album Tetr4 et leur tournée des Zéniths et festivals, le producteur 20syl, l’écrivain et journaliste David Lloyd pour la symphonie pop You Are Here ou encore DJ Snake,.

## Discographie

### Albums studio
- 2013 : Cosmofamille (Warner Music France)

### EP
- 2011 : Folie (Warner Music France / Zenpark)
- 2013 : Cryptogénique (Warner Music France)
- 2017 : Romance d'une Violence (Zenpark)

## Membres

### Membres actuels
- Eva Ménard — chant, textes, compositions
- Grégoire Vaillant — compositions, réalisation, instruments

### Musiciens additionnels
- Jon Hering — piano
- Paul Colomb — violoncelle
- Julia Robert — alto
- Stéphanie Padel — violon
- Damien Vergez — violon
- Richard Williamson — alto
- Paula Smart — violon
- Matthew Glossop — violon
- Warren Mouton — guitare
- Kevin Grosmolard — batterie
- Anthony Boulc’h — claviers
- Frédéric Renaudin — piano
- Christophe Guiot — violon
- Franck Bougier — cuivres
- Hibu Corbel — batterie
- Jean Patrick Cosset — claviers
- Sebastien Guérive — machines
- Loup Barraud — orgue de Cristal